# Stjepan Prodavić
Stjepan II. Prodavić je bio hrvatski velikaš s kraja 14. stoljeća.

## Podrijetlo
Obitelj Prodavić porijetlo vuće iz mađarske velikaške obitelji Akoš koja se u uzvorima spominje već od 12. stoljeća, a čiji članovi su u 13. stoljeću i 14. stoljeću obnašali važne uloge u Hrvatsko-Ugarskom kraljevstvu. Posjede su imali u Ugarskoj (Peštanska i Szilagyska županija) i Hrvatskoj (Križevačka i Varaždinska županija). 
Najpoznatiji član ogranka je bio Mikac Mihaljević (1312. – 1343.), sin Mihajla, ban cijele Slavonije koji se istaknuo u borbama s velikašima u Slavoniji i južnoj Ugarskoj na strani kralja Karla I. Roberta (1301. – 1342.), naročito Gisingovcima koji su držali velike posjede u navedenim područjima. Mikac Mihaljević je za to od Karla I. Roberta dobio niz posjeda, između ostalog i Prodavić, današnje Virje, po kojem su njegovi potomci dobili obiteljsko ime. 
Stjepan I. Prodavić, sin Mikca Mihaljevića, je bio vitez na dvoru kralja Ludovika I. Anžuvinca (1326. – 1382.), veliki župan Požeški (1351.), a spominje se i u pratnji Hrvatske herceginje Margarete Bavarske kad je ona 1352. potvrdila privilegij kralja Ludovika I. izdan Turopolju te 1358. kada kralj Ludovik I. potvrđuje zamjenu Stjepanove zemlje Kapolna blizu Glogovnice za zemlju Zdelju (Miholjanec) u blizini Prodavića u vlasništvi Ivanovačkog priora.

## Biografija
Stjepan II. Prodavić, zbog svoje nagle naravi prozvan još i Vrag (mađ. Őrdőg) spominje se 1395. godine kada je opljačkao posjede zagrebačkog biskupa Ivana Šipuškog u blizini Prodavića. Hrvatsko-Ugarski kralj Žigmund Luksemburški (1368. – 1437.) mu je naredio da nadoknadi štetu, a kad je Prodavić to odbio kralj izdaje 20. siječnja 1396. godine dozvolu Slavonskome banu Detriku Bebeku da mu zapljeni imanja.
Poslije Žigmundova poraza kod Nikopolja 1396, pristao je uz slavonske plemiće predvođene Hrvatsko-Dalmatinskim banom Stjepanom II. Lackovićem, koji su neznajući Žigmundovu sudbinu nakon Nikopolja zahtijevali da prijestolje preuzme Ladislav Napuljski (1377. – 1414.), sin Hrvatsko-Ugarskog kralja Karla Dračkog (1345. – 1386.).

### Krvavi sabor Križevački
Po povratku u Ugarsku kralj Žigmund sazvao je Slavonski sabor u Križevcima, u cilju da se pomiri s velikašima koji su podupirali Ladislava Napuljskog. Kralj je osobno jamčio pisanim putem slobodni pristup svim velikašima (saluus conductus) te obečao da se neće osvečivati nikome za potporu Ladislavu Napuljskom. Sabor se održao 27. veljače 1397. godine u crkvi Sv. Križa, a kako po hrvatskom zakonu nije bilo dozvoljeno unositi oružje na Sabor, Slavonski velikaši su došli nenaoružani dok je banska vojska ostala izvan zidina Križevaca. Kraljevi pristaše, koji su na sabor stigli prije Slavonskih velikaša zadržali su svoje oružje. Odmah na početku sabora došlo je do žestokih prepirki gdje su kraljevi pristaše bana Lackovića optužili za izdaju u bitci kod Nikopolja. U svađi kraljevi pristaše vade oružje te u sukobu ubijaju bana Lackovića, nečaka mu Andriju i ostale prisutne slavonske velikaše.
Na vijest o ubojstvu bana Lackovića banska vojska ulazi u Križevce te se sukobljavaju s kraljevim pristašama. Tridesetak Hrvata je ubijeno prije nego što se banska vojska povlaći. Ostatak banske vojske se okuplja oko Stjepana Prodavića te u sljedećih nekoliko dana bezuspješno progone Žigmunda Luksemburškog po Podravini tražeći osvetu. Tek 3. ožujka 1397. godine Žigmund uspijeva preći Dravu i povući se dublje u Ugarsku.
Nakon neuspješnog pokušaja osvete kralju, Prodavić se sklanja u svoju utvrdu Sušicu kraj Đurđevca, a nakon toga bježi pred kraljevim pristašama u Bosnu. Njegova je imanja, zajedno s Prodavićem, zaplijenio kralj, ali ih je ubrzo vratio Stjepanovu sinu Nikoli. No Nikola ih je morao zamijeniti za neka imanja u Peštanskoj županiji te se više Prodavići ne spominju u Hrvatskoj.